# Graustreifenfrankolin

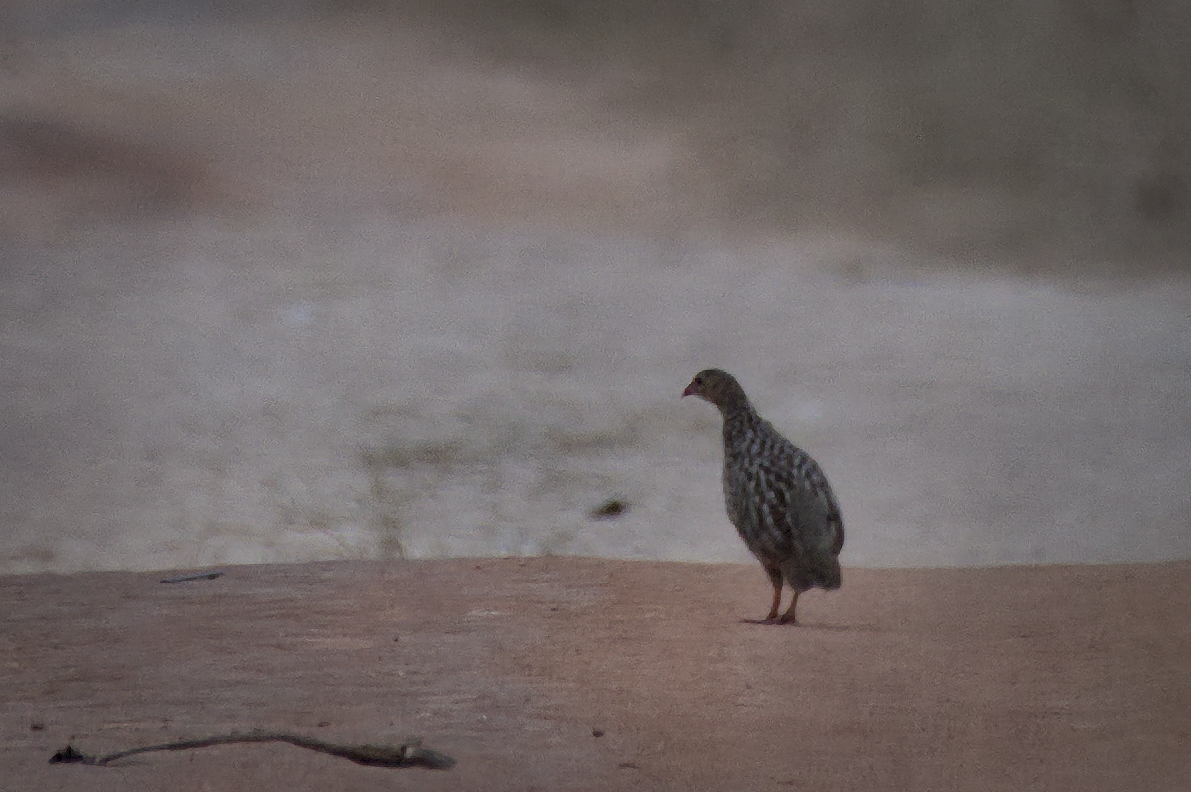
Graustreifenfrankolin in Angola

Der Graustreifenfrankolin (Pternistis griseostriatus, Syn.: Francolinus griseostriatus) ist eine monotypische Vogelart aus der Familie der Fasanenartigen. Seine Verbreitung ist auf Angola begrenzt, über seine Lebensweise ist nur wenig bekannt. Auf Grund der über Jahrzehnte herrschenden bewaffneten Auseinandersetzungen in Angola blieben über lange Zeiten Bestandsaufnahmen für diese Art aus. Die IUCN stufte den Graustreifenfrankolin deswegen bis 2008 als gefährdet (vulnerable) beziehungsweise als potentiell gefährdet (near threatened) ein. Die aktuelle politische Lage in Angola hat eine Korrektur dieser Einschätzung erlaubt: Der IUCN liegen ausreichend Belege vor, die auf eine hinreichend große Population dieser Art schließen lassen. Seit 2012 wird der Graustreifenfrankolin als nicht gefährdet eingestuft.

## Merkmale
Der Graustreifenfrankolin erreicht eine Körperlänge von 29 bis 31 Zentimetern. Die Flügellänge beträgt zwischen 13,9 und 16,1 Zentimeter, der Schwanz ist 8,7 bis 10,2 Zentimeter lang. Es besteht kein auffälliger Geschlechtsdimorphismus. Die Weibchen sind lediglich etwas kleiner, die Männchen haben an den orangeroten Beinen einen langen Sporn.
Der Graustreifenfrankolin hat einen hellgelben Unterleib mit rotbraunen Flecken, die auch die hellgrauen Flügel verzieren. Die Federn an den Halsseiten und am Hinterhals, auf dem Mantel, dem Rücken und den Schultern sind dunkelkastanienbraun. Auf beiden Fahnen einer Feder befindet sich je ein schwarzes und ein perlgraues Längsband sowie unregelmäßige schwarze Streifen und Bänder. Der Bürzel und die Oberschwanzdecken sind graubraun mit einer undeutlichen helleren Wellenzeichnung. Der Schwanz ist dunkelbraun mit undeutlichen schwarzen Bändern. Am Kopf ist die Stirn rostbraun, der Scheitel und der Nacken graubraun, während die Kopfseiten hellgraubraun sind. Die Partie um die Augen herum ist kastanienbraun, der Schnabel ist schwarz, die Wurzel des Schnabels und die Beine und Füße sind leuchtend rot.
Bei Jungvögeln ist die Grundfärbung der Körperoberseite zimtbraun. Die Brust ist weniger rotbraun und der Bauch weißlicher als bei den adulten Vögeln. Die Stimme des Graustreifenfrankolins soll der des Schuppenfrankolins entsprechen.
In seinem Verbreitungsgebiet ist der Graustreifenfrankolin unverwechselbar: Es gibt keine andere Art, die in dieser Region bevorzugt in Waldgebieten vorkommt und ein kastanienbraun gestreiftes Körpergefieder und leuchtend roten Schnabel und Läufe hat.

## Verbreitung
Der Graustreifenfrankolin ist in einigen Teilen Angolas heimisch. Er wurde zuerst 1957 entdeckt. Eine beachtliche Population wurde 2001 im Quiçama-Nationalpark gefunden. Bereits in den frühen 1970er Jahren wurde die Einrichtung eines ca. 20 km² großen Schutzgebietes in der Region von Chongorói empfohlen. Dieses Projekt wurde aber bislang noch nicht umgesetzt.

## Lebensweise
Der Graustreifenfrankolin lebt sowohl in Sekundärwäldern als auch im Dickicht und in grasbedeckten Flächen im Norden Angolas. Außerdem findet man ihn in den extrem trockenen und dichten Wäldern und Dickichten, die typisch für die nördliche Küstenebene sind. In den frühen Morgenstunden und am Nachmittag ernährt er sich im Grasland und in an Wälder angrenzenden Baumwollfeldern von kleinen Insekten, jungen Trieben und Samen.